# Dyskryminacja pozytywna
Dyskryminacja pozytywna (łac. discrimino – rozróżniam) – utrzymywanie czasowych lub stałych rozwiązań i środków prawnych mających na celu wyrównanie szans osób i grup dyskryminowanych ze względu na płeć, pochodzenie etniczne, religię, orientację seksualną, niepełnosprawność i inne cechy. Numerus clausus stosowany w przedwojennych Węgrzech, Polsce, powojennych Niemczech, Brazylii i USA był i jest przykładem takiej dyskryminacji.
Formą dyskryminacji pozytywnej jest osobna pula (parytet) dla czarnoskórych, kobiet lub osób ze wsi w postępowaniu rekrutacyjnym na uczelni. Przykładami dyskryminacji pozytywnej były punkty za pochodzenie w PRL czy amerykańska akcja afirmatywna.

## Problemy dyskryminacji pozytywnej
Krytycy „dyskryminacji pozytywnej” wskazują na następujące problemy tej koncepcji:
- brak obiektywnych kryteriów „dostatecznej” bądź „niedostatecznej reprezentacji” danej grupy społecznej,
- faktyczna dyskryminacja grupy uznanej za „dostatecznie reprezentowaną”, wobec której stosuje się formę odpowiedzialności zbiorowej,
- brak obiektywnie zdefiniowanych celów akcji wskazujących, kiedy dane instrumenty należy przestać stosować[6].

W 2005 roku słowacki Trybunał Konstytucyjny uznał przepisy o dyskryminacji pozytywnej za niezgodne z konstytucyjną zasadą równości wobec prawa. W 2010 roku w Szwecji ministerstwo nauki i szkolnictwa wyższego podjęło decyzję o zakończeniu programu dyskryminacji pozytywnej na uczelniach po tym jak został on oprotestowany przez kobiety, które nie dostały się na studia na kierunku psychologia, zaś ich miejsca zajęli na mocy parytetu mężczyźni, którzy uzyskali niższą punktację.
Parytety jako formę walki z wykluczeniem kobiet skrytykowała prezydent Łotwy Vaira Vīķe-Freiberga, której zdaniem skutkują one jedynie zatrudnianiem osób o niewystarczających kompetencjach, ale o aktualnie promowanej płci. Według niej prawo antydyskryminacyjne jest wystarczającym i skutecznym środkiem ograniczania wykluczenia ze względu na płeć.
W Norwegii 40% parytet na korzyść kobiet doprowadził do powstania grupy zawodowej określanej jako „złote spódniczki”, złożonej z kobiet wyspecjalizowanych w zasiadaniu w radach nadzorczych wielu spółek.
Według opublikowanej w 2012 pracy zwiększanie puli kobiet w radach nadzorczych banków w badanym okresie (16 lat) prowadziło do zwiększonej akceptacji ryzyka finansowego. Z kolei według badań cytowanych przez Diversity Council of Australia wynika, że zwiększenie udziału kobiet prowadziło do poprawienia wskaźników rentowności.
Wprowadzona w Polsce przed wyborami w 2011 roku ustawa kwotowa skutkowała tym, że kobiety uzyskały 3% więcej mandatów niż w poprzednich wyborach.

## W prawie międzynarodowym
Dyskryminacja pozytywna stanowi element szeregu dokumentów prawa międzynarodowego. Jest zalecana między innymi w:
- Karcie praw podstawowych w art. 23, który przewiduje równość kobiet i mężczyzn, ale dopuszcza „utrzymywanie lub przyjmowanie środków zapewniających specyficzne korzyści dla osób płci niedostatecznie reprezentowanej”;
- Konwencji w sprawie likwidacji wszelkich form dyskryminacji rasowej (otwartej do podpisu w Nowym Jorku dnia 7 marca 1966 r.; Dz.U. z 1969 r. nr 25, poz. 187)[13];
- Konwencji w sprawie likwidacji wszelkich form dyskryminacji kobiet (przyjętej przez Zgromadzenie Ogólne ONZ dnia 18 grudnia 1979 r.; Dz.U. z 1982 r. nr 10, poz. 71)[14];
- Deklaracji pekińskiej i pekińskiej platformie działania (dokumenty końcowe IV Światowej Konferencji w sprawie Kobiet, Pekin, 1995 r.).

Konwencja w sprawie dyskryminacji w zatrudnieniu i wykonywaniu zawodu w art. 5 głosi nie są uważane za dyskryminację specjalne środki, zastosowane dla uwzględnienia specyficznych potrzeb osób, względem których specjalna ochrona lub opieka jest powszechnie uznana za potrzebną ze względów takich, jak płeć, wiek, inwalidztwo, ciężary rodzinne albo poziom społeczny lub kulturalny.
III Konwencja Genewska (1949) o traktowaniu jeńców wojennych przewiduje szczególne traktowanie ze względu na płeć lub rangę.
W 2011 roku wskutek orzeczenia ETS za dyskryminację zostało uznane branie pod uwagę płci jako jednego z parametrów przy obliczaniu stawek ubezpieczeniowych. Wyrok ten został przyjęty z zadowoleniem przez środowiska feministyczne. Regulacja ta została skrytykowana przez rynek ubezpieczeniowy, bo różnica w wysokościach składek (wyższe dla mężczyzn) ma mocne podstawy w danych aktuarialnych. Zakaz ich uwzględniania spowodował w konsekwencji wzrost składek ubezpieczeniowych OC i ubezpieczeń na życie dla kobiet nawet o 190%. Podobne kontrowersje wywołuje w USA regulacja zakazująca różnicowania składek wobec płci w ubezpieczeniach zdrowotnych – tutaj z kolei wyższe składki dla kobiet wynikają ze znacznie większych statystycznie kosztów opieki zdrowotnej dla kobiet (m.in. porodów).